# Stor asbagge
Stor asbagge (Necrodes littoralis) är en skalbaggsart som först beskrevs av Carl von Linné 1758.  Stor asbagge ingår i släktet Necrodes, och familjen asbaggar. Arten är reproducerande i Sverige.

## Bildgalleri

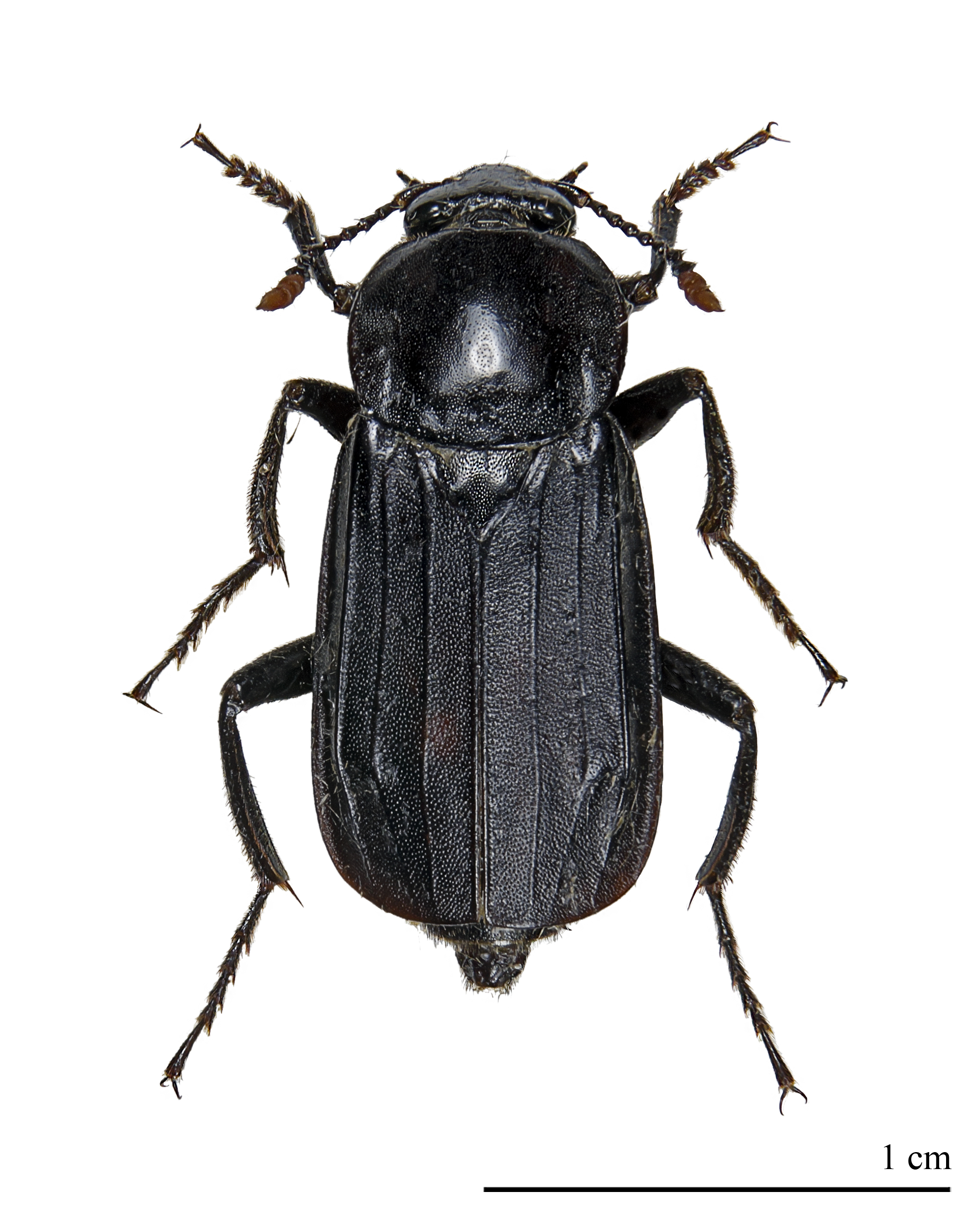
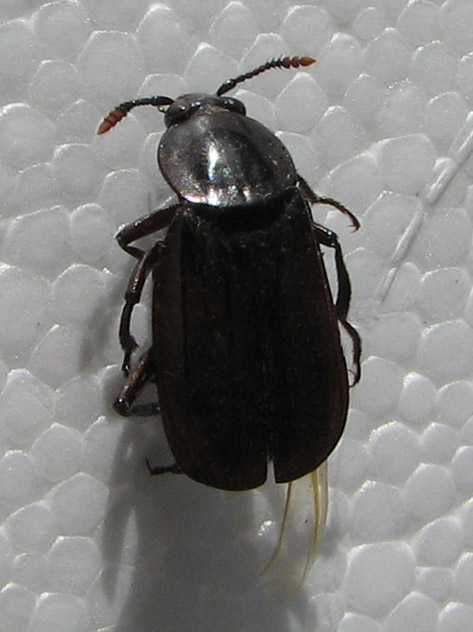